# Romneya coulteri
Ромнея Культера (Romneya coulteri) — вид рослини родини Макові.

## Назва
Названа в честь ботаніка та мандрівника Томаса Култера.
В англійській мові має назву «Деревоподібний каліфорнійський мак» (англ. California tree poppy) та «Матілія мак» (англ. Matilija poppy).

## Будова
Великий кущеподібний багаторічник із задерев'янілими стеблами. Листя 5-20 см довгі сіро-зелені, поділені на 3-5 великі частини, які у свою чергу мають зубчасті краї. Має великі 10-18 см запашні квіти з 6 білими пелюстками та жовтою кулеподібною серединою, сформованою тичинками, що робить квітку схожою на яєшню.

## Поширення та середовище існування
Зростає у заростях чапараля Південної Каліфорнії та Північної Мексики. 

## Практичне використання
Популярна декоративна рослина.
В 1890 році була номінована на звання квітки символу штату Каліфорнія, проте згодом поступилася Eschscholzia californica.

## Галерея

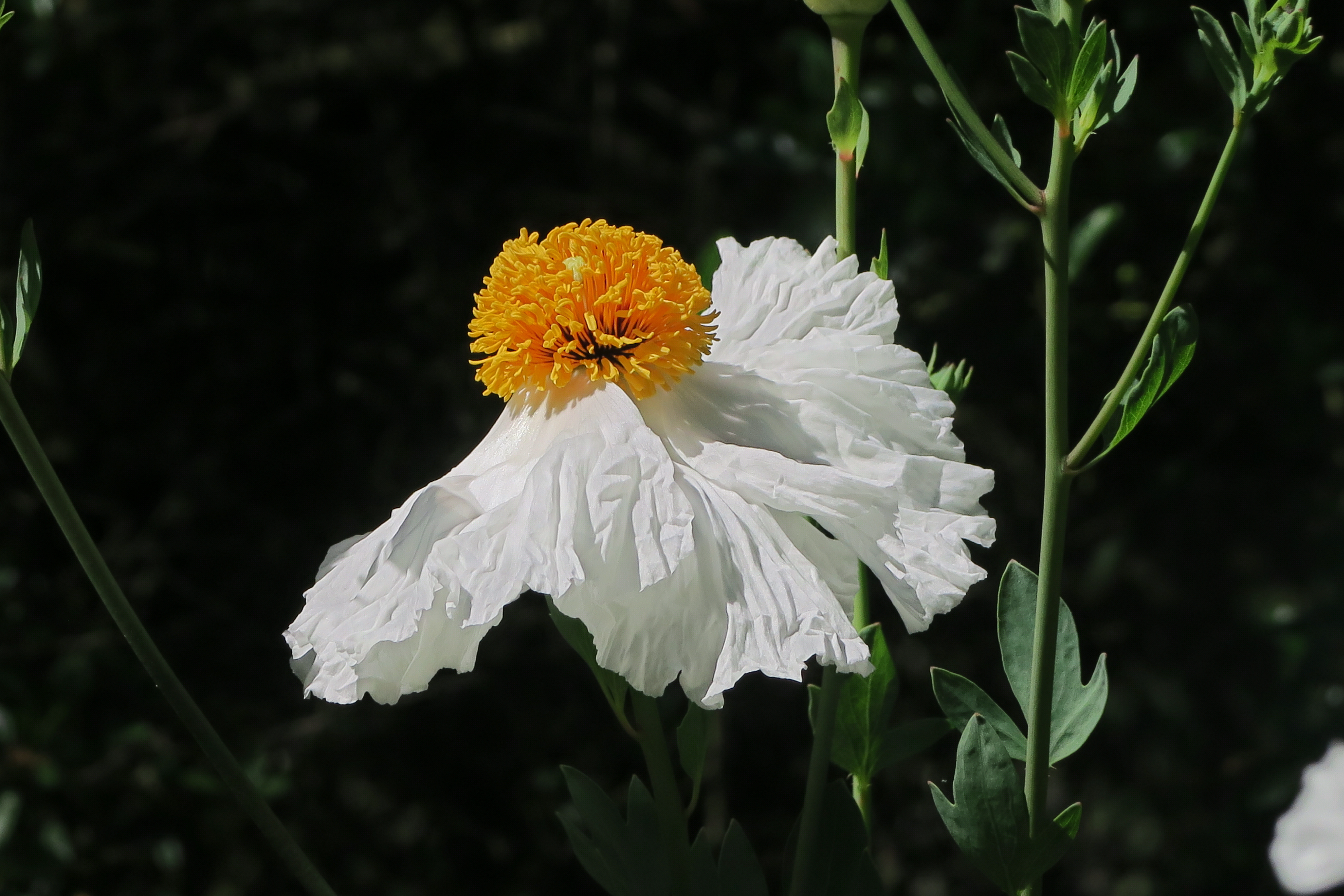
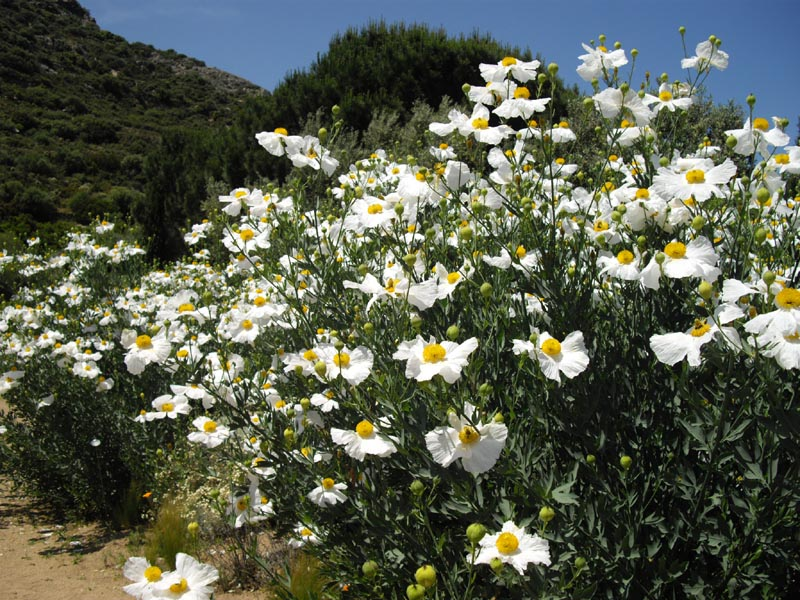
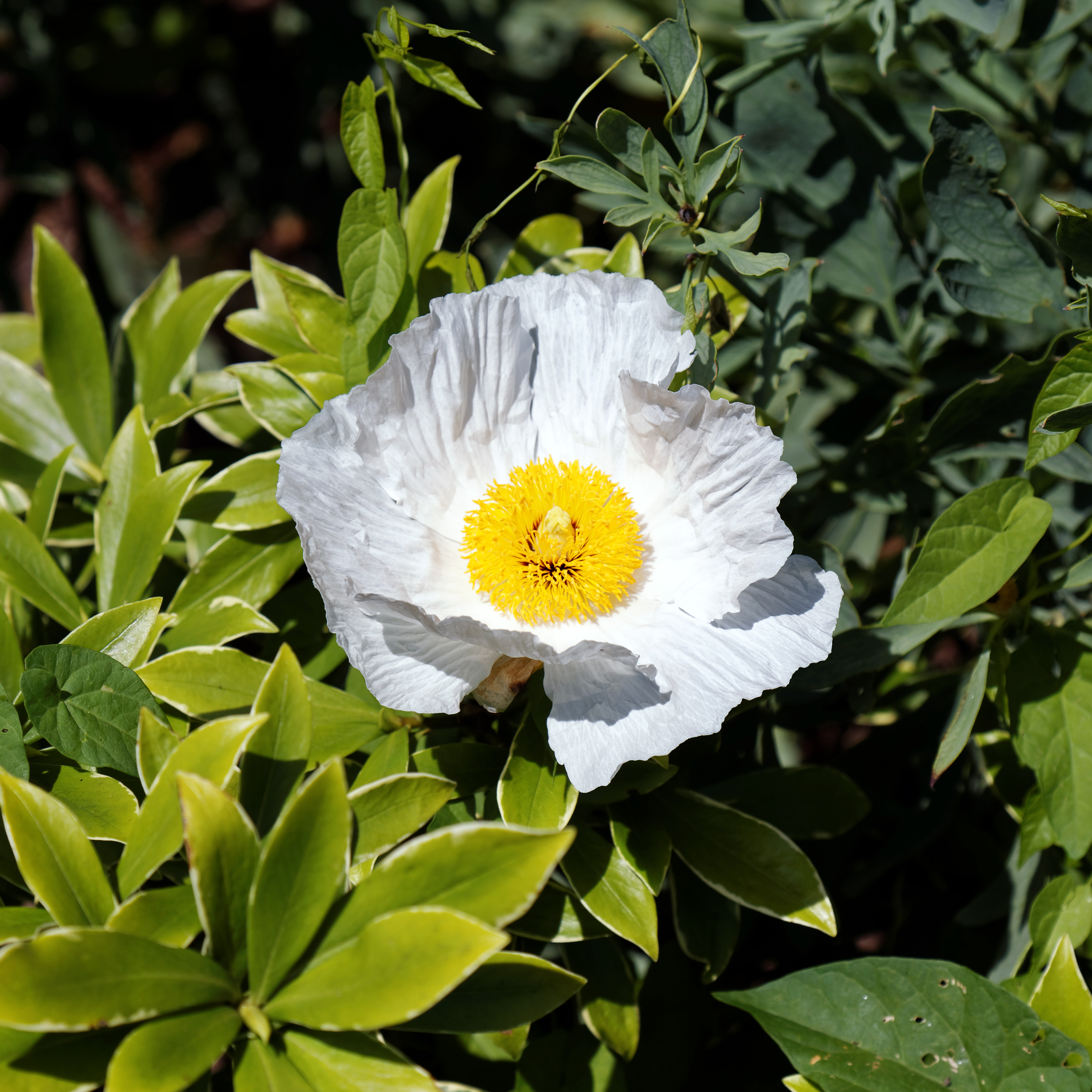